# Randomiserad kontrollerad studie
Randomiserad kontrollerad studie (förkortat RCT efter engelskans randomized controlled trial, även randomiserad interventionsstudie) är en bland annat inom klinisk medicinsk forskning använd studiedesign där deltagarna slumpmässigt, det vill säga randomiserat, väljs till den grupp som får den intervention/behandling som ska studeras eller till en kontrollgrupp.
Användningen av en kontrollgrupp vid sidan av den grupp som får till exempel en ny form av medicinsk behandling, är viktig för att kunna påvisa effekten av just den studerade interventionen, den givna behandlingen. Vid en klinisk prövning är det också viktigt att jämföra effekten mot gängse medicinsk behandling. Randomiseringen görs för att så långt som möjligt få ett representativt urval i både studie- och kontrollgrupp.
Om möjligt, bör studien dessutom genomföras som dubbelblind studie, det vill säga att varken försöksledare, vid klinisk studie de som ger behandling och bedömer resultat, eller studiedeltagarna själva känner till vilken av de jämförda behandlingarna som ges i det enskilda fallet. Den randomiserade dubbelblinda kontrollerade studien anses vara den mest tillförlitliga, gold standard, inom klinisk forskning.